# Ullastina Östberg
Karin Ullastina Östberg, född 12 april 1951 i Falköping, död 29 juni 1997 i Forsand, Norge, var en svensk chefredaktör och fallskärmshoppare.
Hon var dotter till konstnären Walther Östberg och försäkringsutredaren Iris Östberg, född Andersson.
Östberg hade en fil kand i Göteborg och Stockholm 1979.
1974 blev hon redaktör på tidskriften Det Bästa (Reader’s Digest) och 1985 blev hon även tidskriftens chefredaktör.
Östberg var åren 1984-1985 Riksinstruktör på Svenska Fallskärmsförbundet samt styrelseledamot för Svenska Flygsportförbundet. Hon hade även flera andra styrelseuppdrag i bland annat flygföreningar och ridsportföreningar. Hon hade dessutom svart bälte i karate.
Östberg avled 29 juni 1997 när hennes fallskärm inte utlöstes i tid vid ett fallskärmshopp från berget Kjerag vid Lysefjorden, Forsands kommun, Norge.
Hon ligger begravd på S:t Olofs kyrkogård i Falköping.